# Levi Casey
Levi Burnside Casey, detto Lee (Vienna, 19 ottobre 1904 – Costa Mesa, 1º aprile 1983), è stato un triplista statunitense.

## Biografia
Nel 1928 vinse la medaglia d'argento ai Giochi olimpici di Amsterdam: quella fu l'unica medaglia statunitense nel salto triplo tra il 1906 e il 1976.
Nel 1932 partecipò ai trials olimpici statunitensi a Stanford classificandosi terzo, ma sorprendentemente non fu selezionato per far parte della squadra olimpica ai Giochi di Los Angeles.

## Palmarès
| Anno | Manifestazione  | Sede      | Evento       | Risultato | Prestazione | Note |
| ---- | --------------- | --------- | ------------ | --------- | ----------- | ---- |
| 1928 | Giochi olimpici | Amsterdam | Salto triplo | Argento   | 15,17 m     |      |